# Jordi Osei-Tutu
Jordi Martin Emmanuel Osei-Tutu (ur. 2 października 1998 w Slough) – angielski piłkarz ghańskiego pochodzenia występujący na pozycji obrońcy w niemieckim klubie VfL Bochum. Wychowanek Reading, w trakcie swojej kariery grał w takich zespołach, jak Arsenal, Cardiff City, Nottingham Forest oraz Rotherham United.